# Ovejuela
Ovejuela es localidad española, pedanía del municipio cacereño de Pinofranqueado, en la comunidad autónoma de Extremadura.

## Situación
Esta pequeña alquería de la comarca de Las Hurdes está ubicada al norte de la provincia de Cáceres. Pertenece al partido judicial de Plasencia. Forma parte del término municipal de Pinofranqueado.
Se accede por la carretera CC-155, que parte de la autonómica EX-204, de Salamanca a Coria (PK 39+780).

## Historia
Su historia está ligada al convento franciscano de Los Ángeles del siglo XIII. Ya en documentos del siglo XI, aparece esta localidad con el nombre de Oveiola. Aparece descrita en el cuarto volumen del Diccionario geográfico-estadístico-histórico de España y sus posesiones de Ultramar de Pascual Madoz de la siguiente manera:

BIJUELA: alq. del conc. de Pino-Franqueado en el terr. de las Hurdes, prov. de Cáceres, part. jud. de Granadilla: sit. en la pendiente de una colinita , y á la der. de un arroyo, es de clima frio, pero sano, y tiene 21 casas malísimas; confina su térm. por N. con el de la v. de Robledillo, en el part. de los Hoyos; E. alq. de la Sauceda; S. v. de Torrecilla de los Angeles; O. las Heridas, alq. del mismo conc., á dist, de 1/2 leg. á una, y comprende mucho monte bajo, olivos, castaños, frutales y algunos huertos para legumbres, lino y verduras, en las diferentes quebradas de las sierras. El terreno es áspero y montañoso como todo lo demás del pais (V. Hurdes): todas las demas circunstancias están comprendidas en la cab. del con. (V. Pino-franqueado).
(Madoz, 1846, p. 316)

## Lugares de interés

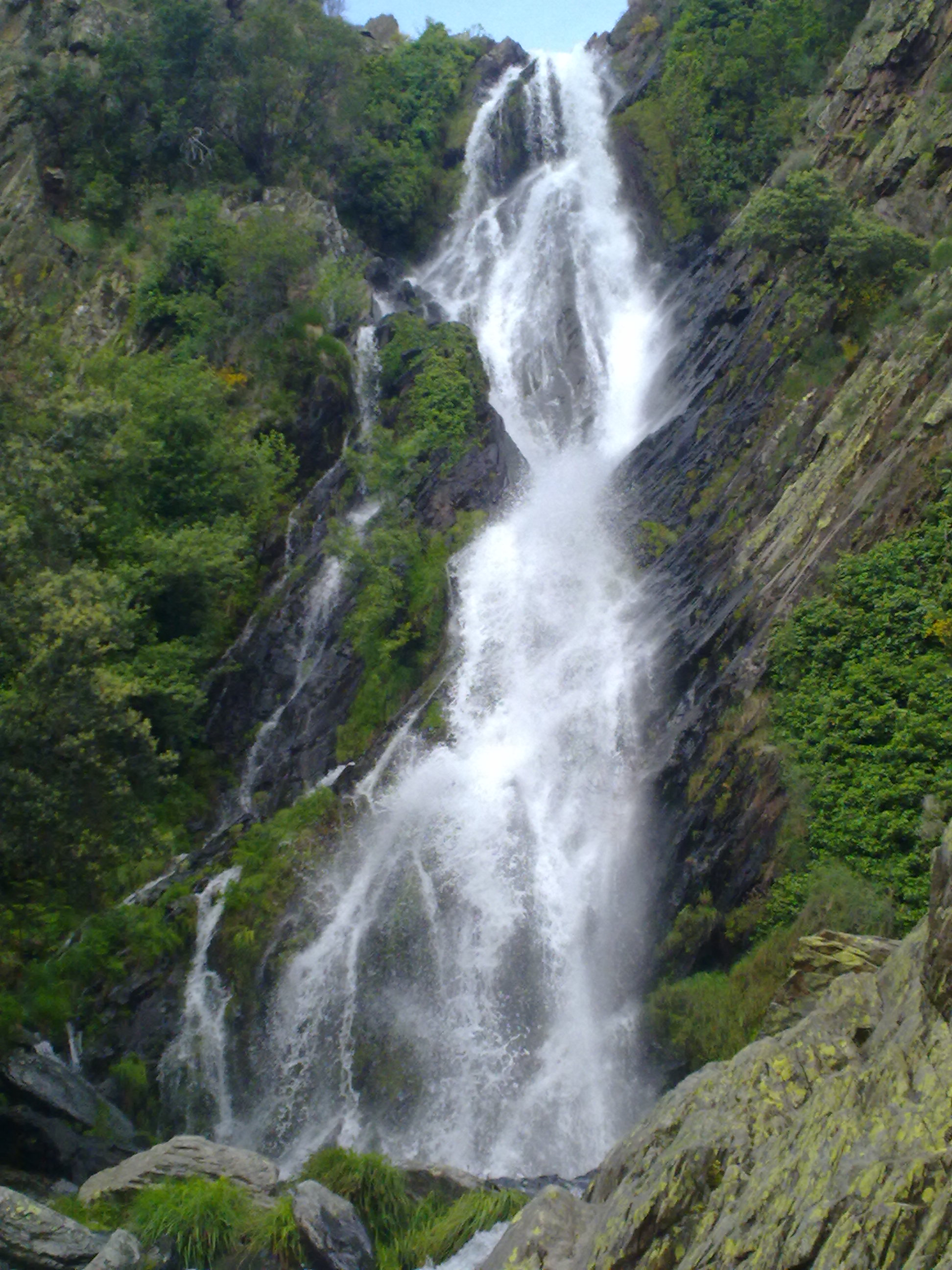
Chorritero.

Cercano a este municipio se encuentran los restos de un importante asentamiento prerromano, conocido popularmente como Otulio o Vitulia.
Dentro de la localidad hay que visitar el Chorrito de Los Ángeles, el convento franciscano de Los Ángeles, junto al cual se encuentra el Puente de Los Machos. Tampoco se pueden dejar de visitar el salto del Chorritero y un sinfín de bellos paisajes y pozas que existen en toda la zona.
Cuenta también con una piscina natural.

## Demografía
Cuenta con 72 habitantes (INE 2023).

## Fiestas
Se celebran el 1, 2 y 3 de agosto, en honor a la Virgen de los Ángeles.